# Adam Spała
Adam Spała (ur. 1956) – polski przedsiębiorca, rzeźbiarz, projektant i wynalazca. 

## Życiorys

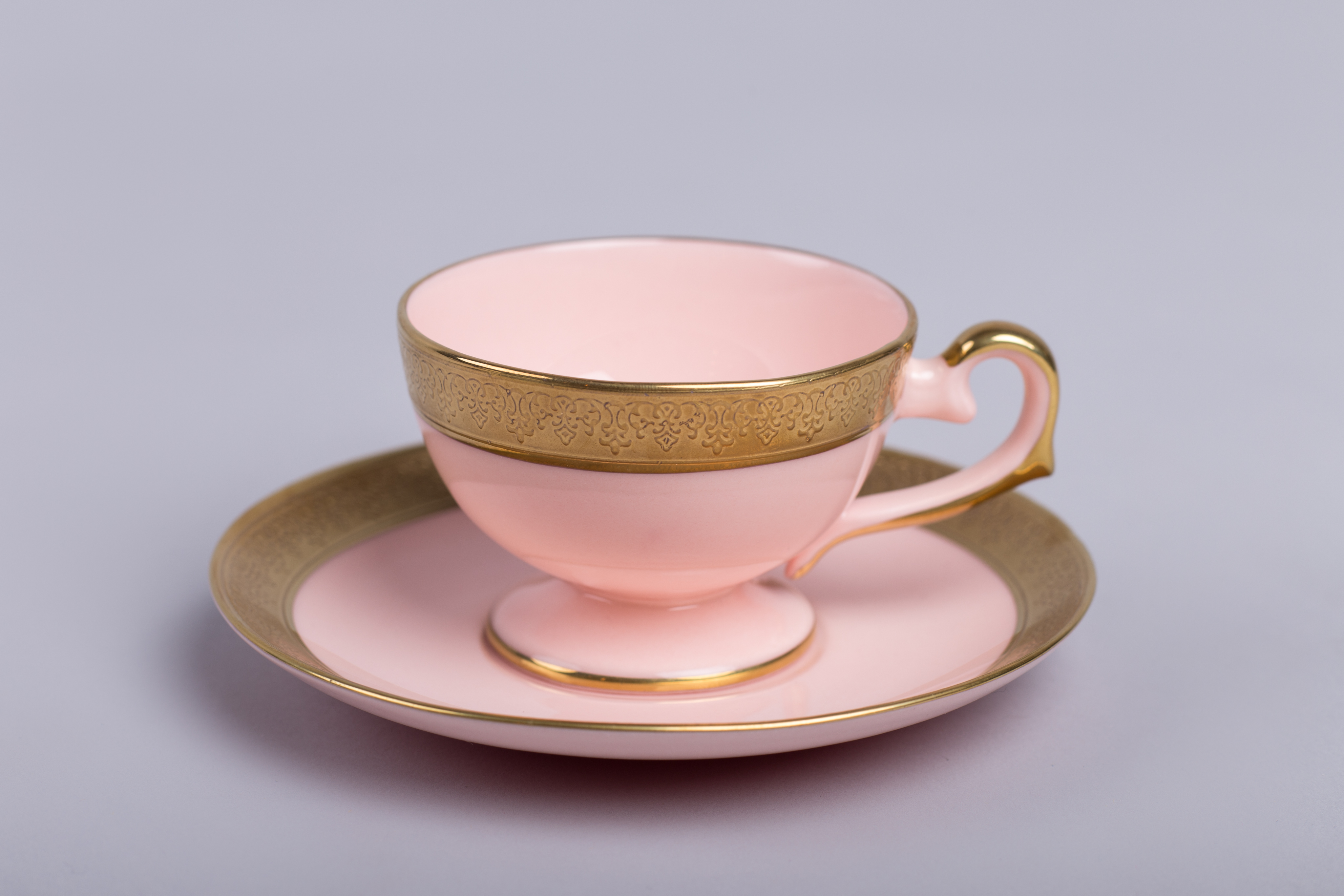
Filiżanka Prometeusz espresso z różowej porcelany proj. A. Spały z 2008 roku dekorowana 24 karatowym płynnym złotem.

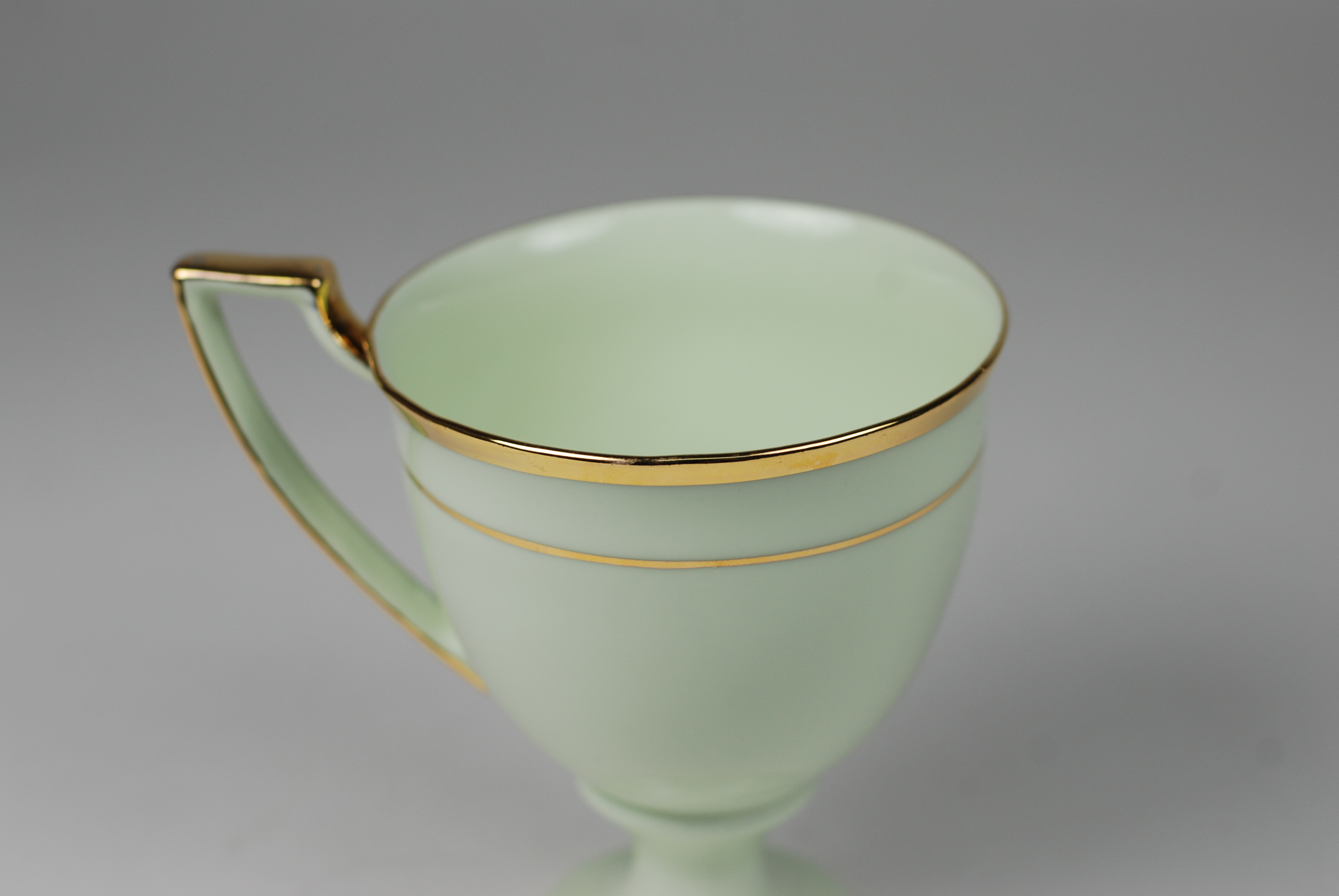
Filiżanka ze szmaragdowej porcelany wynalezionej przez Adama Spałę.

Pochodzi z Wólki Wojnowskiej koło Ćmielowa. Z wykształcenia jest metalurgiem. Pracował między innymi jako urzędnik w spółdzielni pracy Drewmet, a w 1984 roku założył własną firmę remontową. Następnie w okresie transformacji systemowej został dzierżawcą świeżo sprywatyzowanej huty w Lubartowie i specjalizował się z druku na szkle. 
W 1996 roku, w ramach prywatyzacji zakupił wydzieloną z Zakładów Produkcji Porcelany w Ćmielowie, przedwojenną Wytwórnię Porcelany Świt sp. z o.o., którą przekształcił w Fabrykę Porcelany AS Ćmielów. Wznowił w niej produkcję figurek porcelanowych, zarówno według dawnych jak i zupełnie nowych wzorów. Przy fabryce utworzył także Żywe Muzeum Porcelany w Ćmielowie (w 2015 uznane za jeden spośród 7 nowych cudów Polski w konkursie czasopisma National Geographic). Spała jest także autorem projektów porcelanowych figurek dla swojej Manufaktury. Wśród jego projektów była między innymi seria Piękne Małpy Europy, której premiera odbyła się w Muzeum Narodowym w Hanoi i związana była z objęciem przez Polskę Prezydencji w Radzie Unii Europejskiej w 2011 roku. Kontynuacją cyklu były wykonane przez niego w brązie – rzeźby z 2015 roku.
Spała przyczynił się również do odtworzenia utraconej w trakcie II wojny światowej receptury różowej porcelany opracowanej przez inż. Bronisława Kryńskiego, który zmarł w niemieckim nazistowskim obozie koncentracyjnym. Adam Spała opracował i opatentował także recepturę szmaragdowej porcelany, którą wprowadził do produkcji w 2021 roku.
Adam Spała jest zdobywcą Lauru Świętokrzyskiego w kategorii „Człowiek Roku 2013”.